# Weetamoo

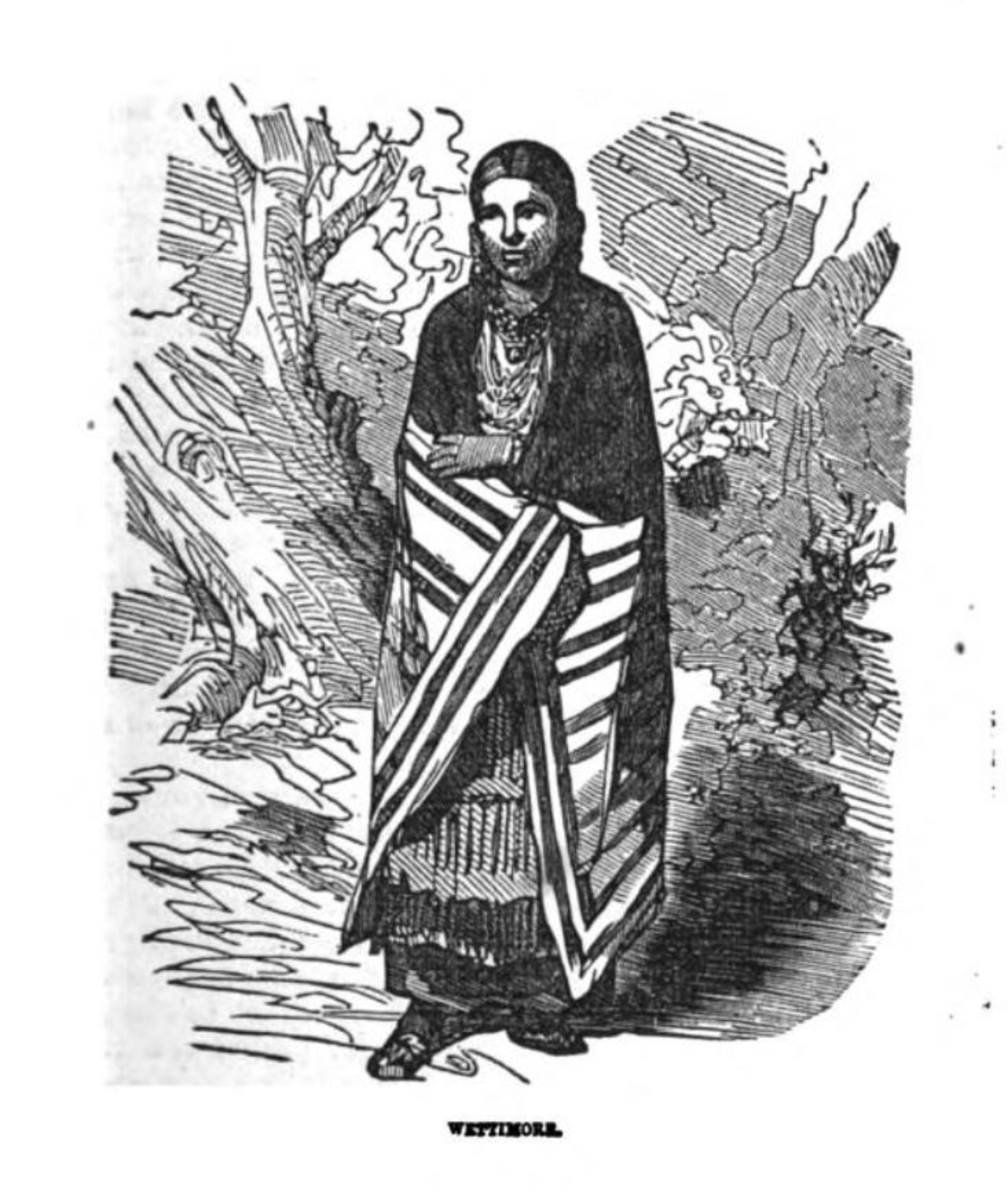
Weetamoo

Weetamoo, född 1635, död 1676, var en uramerikansk hövding. Hon var Pocasset Wampanoag-stammens hövding från 1675 till sin död. Weetamoo är känd för sitt deltagande i Kung Philips krig, där hon deltog som Metacomets allierad mot engelsmännen, en strid som slutade med hennes död under flykt.